# 김봉환 (1939년)
김봉환(1939년 7월 4일 ~ )은 조선민주주의인민공화국의 전직 축구 선수이다. 현역 시절 포지션은 공격수였다.